# Trzymaj się, Kamil
Trzymaj się, Kamil – krótkie opowiadanie dla dzieci Wandy Chotomskiej z 1981. Pierwsze wydanie ilustrował Zbigniew Rychlicki.

## Treść
Dzieło opowiada o pierwszym dniu w przedszkolu pięcioletniego Kamila (nieznanego z nazwiska), wrażliwego syna kompozytora. Chłopiec czuje się początkowo zagubiony, po zostawieniu go samego przez wychowawczynię. Najpierw poznaje przyjaźnie usposobioną, pyzatą Ulę, zwaną Cebulą, a zaraz potem Micińskiego, który jest synem marynarza i ma skłonności do nadaktywności ruchowej oraz przezywania wszystkich innych przedszkolaków. Kamil początkowo nie może się zaadaptować w nowym środowisku, a nawet zbiera mu się na wymioty. Stopniowo jednak oswaja się z nową sytuacją, a opuszczając przedszkole nawiązuje nawet przyjazny kontakt z Micińskim.